# Odynerus crinitus
Odynerus crinitus är en stekelart som beskrevs av Edoardo Zavattari 1912.
Odynerus crinitus ingår i släktet lergetingar, och familjen Eumenidae. Inga underarter finns listade i Catalogue of Life.